# اس‌ام یوسی-۶۵

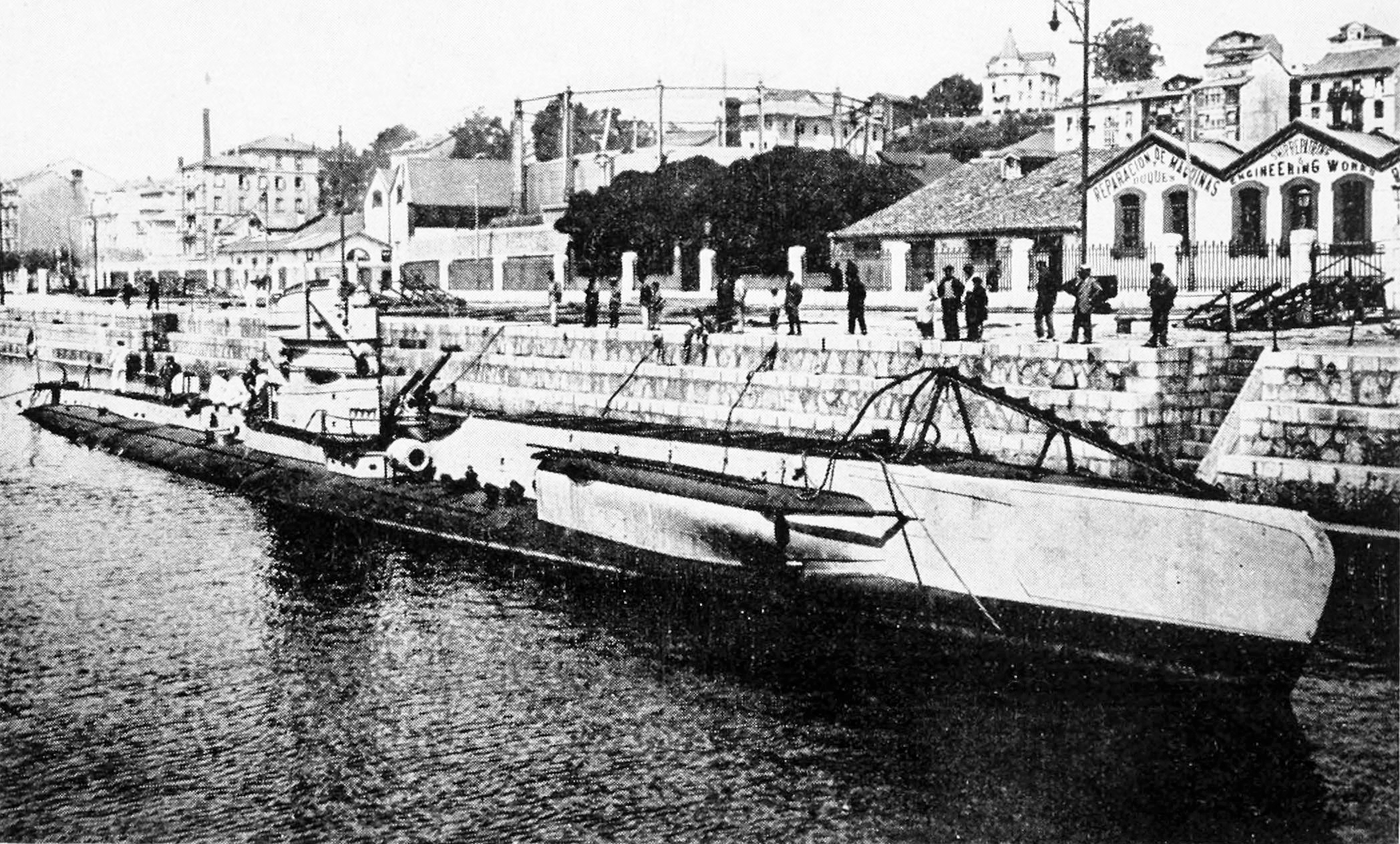

اس‌ام یوسی-۶۵ (به انگلیسی: SM UC-65) یک زیردریایی بود که طول آن ۱۶۵ فوت ۲ اینچ (۵۰٫۳۴ متر) بود. این زیردریایی در سال ۱۹۱۶ ساخته شد.